# ЕмоБой
«ЕмоБой» — фантастична повість Антона Соя, опублікована у 2008 році. Повість є спробою розібратися в духовному світі субкультури емо. У 2012 році вийшло продовження фантастичної історії — «ЕмоБіль. Сни Кітті».
Бестселер «ЕмоБой» проданий тиражем в 120 000 екземплярів і вважається найяскравішою і спірною молодіжною книгою, виданою в пострадянський час.

## Сюжет
Головний герой книги - ЕмоБой - 18-річний спортсмен-плавець Єгор. На початку історії, він не належить до субкультури емо, навіть критикує цей рух, хоча шалено закоханий у емоґерл, з якою у них час від часу виникають палкі дискусії стосовно емо. Одного дня, чекаючи свою дівчину Кітті з концерту, він виявляється свідком жорстокого нападу, влаштованого "антиемо". Намагаючись захистити однодумців своєї подруги, Єгор вплутується в бійку і гине. Померши, він опиняється у Емосвіті - світі, створеному підсвідомістю його подруги. У цьому світі Єгор стає Егором і набуває надлюдську могутність. Ночами він вселяється у сни своїх кривдників і мстить їм за допомогою кошмарів.

### Емосвіт
ЕмоСвіт - світ, у якому відбувається переважна більшість подій роману. Протиставляється Реалу (реальному світові). ЕмоСвіт складається з емотронів. Рослини і тварини (від змій для кроликів) породжуються емоціями. Править ними, захопивши владу, велетенський чорний метелик мертва голова - Королева Маргіт зі свитою з метеликів і з гвардією мерців - скінхедів. Її готичний замок розташований на кладовищі.
У тексті присутні дві взаємовиключні версії походження ЕмоСвіту. Згідно з першою, ЕмоСвіт - це світ, створений підсвідомістю героїні Кітті у 13-річному віці. Згідно з другою (озвученою персонажем Кіт), емо світ існував завжди паралельно Реалу. Однак, зазначається, що друга версія може бути виключена, і це випливає з того, що навіть Кіт визнає, що смерть будь-якого емо (зокрема і Кітті), як співтворця ЕмоСвіту може призвести до неконтрольованих процесів у ЕмоСвіті. І чим більше буде смертей емо, тим ближчим буде загибель ЕмоСвіту.
Населення ЕмоСвіту, здебільшого, ділиться на гламурних "барбікенів" та емо-кідів. Між ними є перехідна ланка - емопозери, за аналогією позерів з реального світу. Але і самі емопозери діляться на "трупозерів" та "попозерів".
Барбікен (від слів Барбі і Кен) - істоти, що живуть за глянцевими журналами і є алюзією на прихильників популярних модних течій у Реалі і роль ляльок (манекенів) у суспільстві. Вони працюють в офісах та інших подібних установах. Головними формами стосунків для них є секс і респект. Це алюзії на реальні пріоритети сучасного суспільства, із зазначенням, що "респект" грає роль грошей та популярності. Після смерті барбікени перетворюються в метеликів.

## Алюзії та аналогії
- Одним із супутників героя є пекельний Кіт, що нагадує образ Кота Бегемота з твору Булгакова Майстер і Маргарита.
- Пам'ятник в Емо-Тауні зображує ЕмоБоя з вирваним серцем у власній руці, що нагадує образ Данко з твору Максима Горького. Данко — герой третьої частини твору Максима Горького «Стара Ізервіль», який пожертвував собою і врятував народ за допомогою «палаючого серця».
- Барбікен - ім'я головного героя роману «Із Землі на Місяць» Жюля Верна.
- Біблійний Змій, що спокусив Єву, ототожнюється в книзі з гусеницею метелика з раси Мертвоголових - родичем Королеви Маргіт.
- Емо Світ за своїм походженням нагадує буддистську концепцію Полів Будди.
- Королева Метеликів в книзі згадує про те, що вона остання з роду мертвоголових метеликів, а передостанній з їхнього роду помер кілька тисячоліть тому не поділивши територію з Творцем. Швидше за все це алюзія, на притчу про метелику Чжуан-цзи.

## Критика
Повість була розкритикована деякими читачами, через опис сцен групового сексу, а також згадки про мастурбацію.

### Рецензії
- «Нева» [Архівовано 5 березня 2016 у Wayback Machine.]  №10, (2008). (рос.)
- «Литературная газета» [Архівовано 4 березня 2016 у Wayback Machine.] №37(6189) (2008-09-17). (рос.)
- LitJournal.ru [Архівовано 30 липня 2009 у Wayback Machine.] (рос.)